# Rozsfalva
Rozsfalva (1899-ig Rochfalva, szlovákul: Rochovce, németül: Rachensdorf) község Szlovákiában, a Kassai kerület Rozsnyói járásában.

## Fekvése
Rozsnyótól 28 km-re, nyugatra fekszik.

## Története
A falu a 13. század végén keletkezett. 1318-ban „Rezemch” néven említik először. 1320-ban „Rohfolua”, 1469-ben „Felsewrohfalwa”, 1498-ban „Also Rosalwa”, 1556-ban „Rohowcz”, 1563-ban „Rochowetz” alakban szerepel a korabeli forrásokban. Neve a régi roh színnévből származó Roh személynévből származik. A csetneki Bebek család birtokolta. 1427-ben 30 adózó portája volt. A 15. században még két részből állt település a 16. század közepén egyesült. 1570-ben a török pusztította el, ezután a krasznahorkai váruradalom részévé vált. Lakói bányászok voltak, később főként állattenyésztéssel foglalkoztak. Az 1709-ben kezdődő pestisjárványnak 180 lakos esett áldozatul. 1773-ban 50 jobbágy és 16 zsellércsalád élt itt. 1774-től papírgyár működött a községben.
A 19. század közepén Fényes Elek eképpen írja le: „Rochfalva, Rochowcze, tót falu, Gömör vmegyében, Csetnekhez északra 1 1/2 órányira: 39 k., 557 ev. lak. Határa szük és sovány; juhot meglehetősen tart; papiros-malma is van. F. u. gr. Andrásy s többen. Ut. p. Rosnyó.”
1828-ban 72 háza és 596 lakosa volt. Vasércbányája a 19. század első felében nyílott.
Borovszky monográfiasorozatának Gömör-Kishont vármegyét tárgyaló része szerint: „Rochfalva, csetnekvölgyi tót kisközség, 64 házzal és 499 ág. h. ev. lakossal. A Rokfalussy család ősi fészke. 1346-ban Rohfalva, majd Rowfalwa néven, s azután Felső és Alsó jelzővel mint két község szerepel. 1427-ben a Csetnekiek voltak a birtokosai, később azután a Szathmáry és a gróf Andrássy család. Most gróf Andrássy Dénesnek van itt nagyobb birtoka. A mult század elején, a mikor Rochovcze tót neve is felmerül, papirmalom volt a községben. Vasérczbányája is volt, most pedig Janovitz Gyulának van itt papiranyag gyára. A község határában ásványvíz-forrás van, melynek vizét azonban nem használják. A községnek van vasúti megállóhelye; postája és távírója pedig Ochtina.”
1920-ig Gömör-Kishont vármegye Rozsnyói járásához tartozott.

## Népessége
| Év:            | 1994. | 2004.   | 2014.   | 2024.   |
| -------------- | ----- | ------- | ------- | ------- |
| Emberek száma: | 297   | 322     | 339     | 366     |
| Eltérés:       |       | +8,41 % | +5,27 % | +7,96 % |

| Év:            | 2023. | 2024.   |
| -------------- | ----- | ------- |
| Emberek száma: | 363   | 366     |
| Eltérés:       |       | +0,82 % |

1910-ben 450-en, többségében szlovákok lakták, jelentős magyar kisebbséggel.
2001-ben 322 lakosából 270 szlovák, 26 cigány és 18 magyar.
2011-ben 338 lakosából 313 szlovák.

## Nevezetességei
- Evangélikus temploma 1785-ben épült, tornya 1922-ben készült. Berendezése 18. századi barokk.